# Catuna angustatum
Catuna angustatum är en fjärilsart som beskrevs av Felder 1867. Catuna angustatum ingår i släktet Catuna och familjen praktfjärilar. Inga underarter finns listade i Catalogue of Life.